# Mission Beach (Australia)
Mission Beach – miasto w Australii, w stanie Queensland, nad Oceanem Spokojnym.